# Gesellschaft für Musiktheater

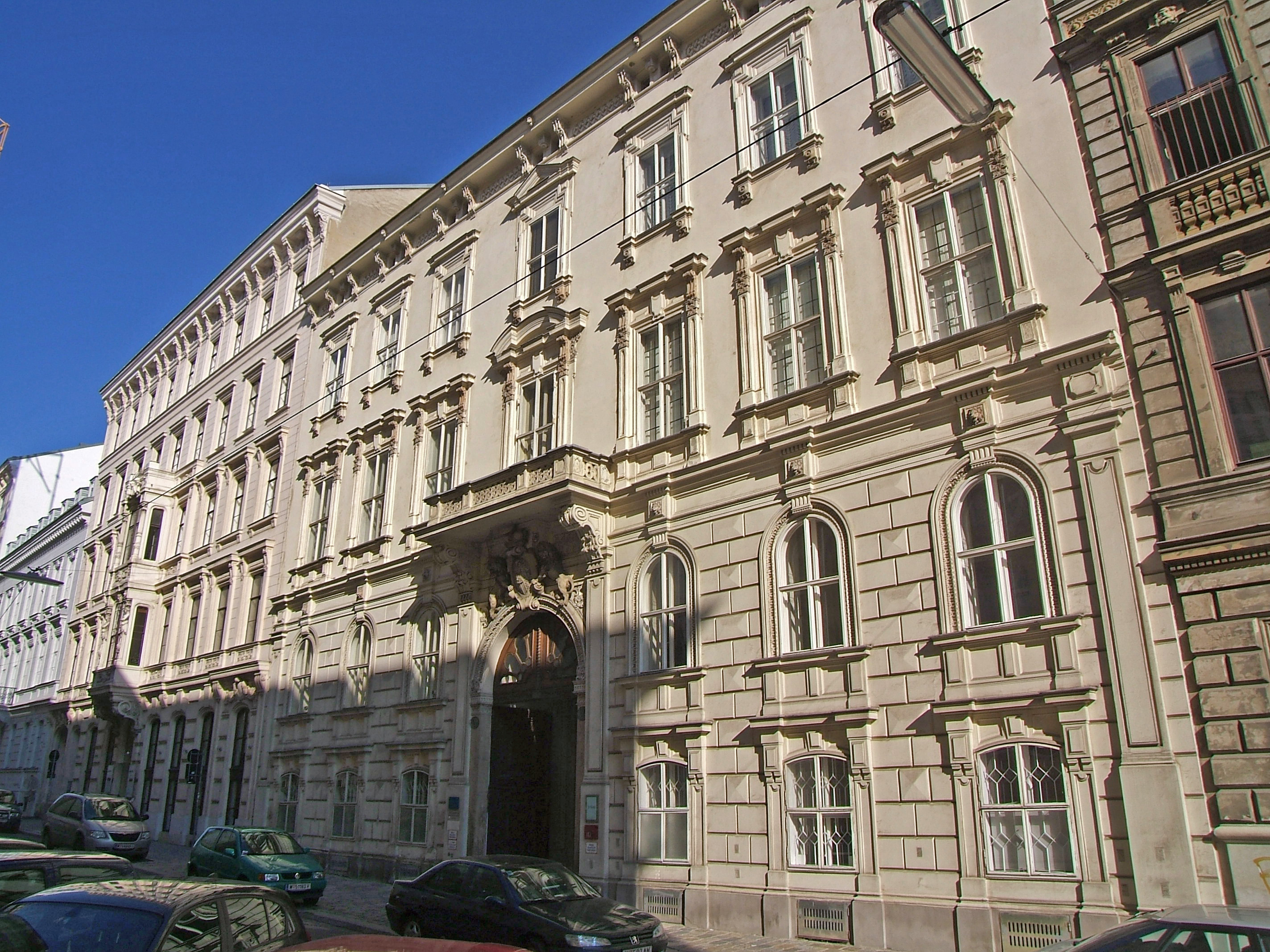
Gesellschaft für Musiktheater im Palais Khevenhüller – Türkenstraße 19

Die Gesellschaft für Musiktheater ist ein Verein und ein Veranstaltungszentrum in Wien.

## Geschichte
Die Gesellschaft wurde 1958 gegründet. Zu ihren Gründern und Leitern zählten u. a. Lillian Barylli-Fayer, Gerhard Bronner, Friedrich Cerha, Rosalia Chladek, Iván Eröd, Karl Heinz Füssl, Karl Garzarolli-Thurnlackh, Josef Gielen, Michael Gielen, Lisl Hatina, Josef Mertin, Federik Mirdita, Josef Pechotsch, Peter Ronnefeld, Hans Sittner, Rudolf Thomasberger, Herbert Vogg, Friedrich Wildgans, Otto M. Zykan sowie die Präsidenten Karl Schiske (bis 1965) und Franz Eugen Dostal (seit 1965).
Nachdem die großen Wiener Opernhäuser sich überwiegend dem klassisch-romantischen Repertoire widmeten, wollten die Initiatoren der Gesellschaft für Musiktheater primär barocke und zeitgenössische Werke des Musiktheaters aufführen. Anfangs fanden Inszenierungen im Belvedere-Park statt (darunter Dafne von Antonio Caldara) sowie im Neuen Theater am Kärntnertor (Georg Philipp Telemanns Pimpinone sowie die Uraufführungen früher Opern von Iván Eröd, Ingomar Grünauer und Istvàn Zelenka).
Es fanden auch Gastspiele am Tiroler Landestheater Innsbruck und am Stadttheater Klagenfurt statt. Von 1977 bis 1993 gab es SPECTACVLVM-Festspiele im Viertel der Alten Wiener Universität. Marjana Lipovšek debütierte in "Il lutto dell'universo" von Kaiser Leopold I., außerdem kamen Uraufführungen zeitgenössischer Kirchenballette zustande.
Kooperationen im Ausstellungsbereich kamen mit dem Wiener Künstlerhaus und dem Theatermuseum der Mailänder Scala zustande.
Heute veranstaltet die Gesellschaft in erster Linie Konzerte, Vorträge, Künstlergespräche, Audio- und Video-Vorführungen von Opern und Balletten im Konzertsaal des Wiener Palais Khevenhüller-Metsch.

## Publikationen (Auswahl)
- Helga Bertz-Dostal: Oper im Fernsehen. Zwei Bände, 1970/71.
- Ernst Krenek: Das musikdramatische Werk. Drei Bände, 1974ff.

## Ehrenmitglieder
- Leonard Bernstein (†)
- Karl Böhm (†)
- Horst Bosch (†)
- Lillian Fayer (†)
- Walter Felsenstein (†)
- Lisl Hatina (†)
- Heinz Kindermann (†)
- Otto F. Mack (†)
- Manfred Mautner Markhof senior (†)
- Karl Musil (†)
- Oprea Petrescu (†)
- Marcel Prawy (†)
- Karol Tóth (†)
- Helga Erhold
- Juri Grigorowitsch
- Hans Peter Haselsteiner
- Klaus Lukesch
- Jolantha Seyfried
- Herbert Vogg
- Hans Wewerka